# Tóth Jenő (színművész)
Tóth Jenő; Szabados (Nagybánya, 1835 – Marosvásárhely, 1900. május 21.) színész, igazgató.

## Életútja
Színésszé lett Latabár Endrénél, 1853. május 1.-én. Működött Molnár Györgynél, Budán, Szabadkán. Mint korának egyik kiváló jellemszínésze, különösen hősi szerepekben vívott ki elismerést. 1870-ben volt először színigazgató, 1871-ben Budán vállalt hivatalt, majd 1876-tól Szuper Károly mellett társigazgató. Kőszeghy Endre, 1881-ben Gáspár Jenő és Bánfalvy Béla társulatának tagja, 1884-ben Szilágyi Bélánál, 1887-ben Pesti Ihász Lajosnál szerepelt, akivel társigazgató volt. Színészként 1890-ig működött. A népszínművekben is jeleskedett. E nemben főbb szerepei voltak: Göndör Sándor, Csikós, Parlagi Jancsi, Csillag őrmester, stb.
Nővére: Tóth Gizella, színésznő. (Eőry Pordán Gusztávné.) Első neje: Ámon Irén, nem volt színésznő. Második neje: Kurdilla Berta, színésznő, született 1857-ben, Marosvásárhelyen, meghalt 1899 nyarán, ugyanott. Szinipályára lépett 1882. január 1.-én.  

## Fontosabb szerepei
- Duval (Dumas: Gauthier Margit)
- Flavigneul Henrik (Scribe: Női harc)
- Turgy Maxim (Feuillet: Júlia)

## Működési adatai
1856–57: Láng Boldizsár; 1857–59: Csabay Pál; 1863: Follinus János; 1865–66: Hubay Gusztáv; 1867–68: Károlyi Lajos; 1869–70: Egressy Ákos; 1870–71: Aradi Gerő; 1871–74: Nagy Mihályné; 1874–75: Marossy Károly; 1875–76: Szuper Károly; 1881–82: Bánfalvi Béla; 1883–84: Szilágyi Béla; 1885: Hevesi Lajos; 1887: Báródy Károly; 1889: Borsodi Vilmos.
Igazgatóként: 1870: Miskolc, Szeged; 1875–76: Halas, Losonc, Zólyom; 1880: Marosvásárhely.

## Munkája
- Az események hőse 1849-1897. és kérelme. Marosvásárhely, 1897.